# Nậm Khuê
Nậm Khuê (tên khác: Nậm Sung) là một con sông đổ ra Sông Chu. Sông có chiều dài 23 km và diện tích lưu vực là 89 km². Nậm Khuê chảy qua các tỉnh Nghệ An, Thanh Hoá.